# Escuts i banderes del Gironès
Els escuts i banderes del Gironès són el conjunt de símbols que representen els municipis d'aquesta comarca.
En aquest article s'hi inclouen els escuts i les banderes oficialitzats per la Generalitat des del 1981 per la conselleria de Governació, que en té la competència.
Força consells comarcals han oficialitzat un escut heràldic que pugui representar tota la comarca per extensió. En el cas del Gironès això no ha estat així.
No tenen escut ni bandera oficial els municipis de Bordils, Celrà, Quart, Salt, Sant Joan de Mollet i Vilablareix.

## Escuts oficials

Aiguaviva Publicat al DOGC el 12 de setembre de 1990.
Bescanó Publicat al DOGC el 2 de juny de 2005.
Campllong Aprovat el 30 de juliol de 2001.
Canet d'Adri Aprovat el 12 de juliol de 1988.
Cassà de la Selva Aprovat el 15 d'octubre de 1990.
Cervià de Ter Aprovat el 9 de setembre de 1991.
Flaçà Aprovat l'1 d'octubre de 2001.
Fornells de la Selva Aprovat el 23 de juny de 1983.
Girona Aprovat el 17 de juliol de 1996.
Juià Publicat al DOGC el 28 de maig de 2019.
Llagostera Aprovat el 3 de gener de 2012.
Llambilles Aprovat el 29 de maig de 1989.
Madremanya Aprovat el 30 de gener de 2001.
Medinyà Aprovat el 19 de setembre de 2017.
Sant Andreu Salou Aprovat el 14 de juny de 1988.
Sant Gregori Aprovat el 5 d'agost de 1988.
Sant Jordi Desvalls Aprovat el 29 de novembre de 1983.
Sant Julià de Ramis Aprovat el 9 de novembre de 2021.
Sant Martí de Llémena Aprovat el 28 de setembre de 1984.
Sant Martí Vell Publicat al DOGC el 28 de gener de 2010.
Sarrià de Ter Aprovat el 17 de desembre de 1984.
Viladasens Aprovat el 22 d'abril de 1993.

## Banderes oficials

Campllong Publicada al DOGC el 26 de novembre de 2002.
Canet d'Adri Publicada al DOGC el 10 de desembre de 2012.
Flaçà Publicada al DOGC l'1 d'agost de 2002.
Fornells de la Selva Publicada al DOGC el 7 de juliol de 1993.
Girona Publicada al DOGC el 17 de desembre de 2013.
Juià Publicada al DOGC el 25 de març de 2022.
Llagostera Publicada al DOGC el 16 de juliol de 2015.
Madremanya Aprovada el 14 de setembre del 2005.
Sant Gregori Publicada al DOGC el 15 de maig de 1997.
Sant Martí de Llémena Publicada al DOGC el 17 de gener de 2013.
Sant Martí Vell Publicada al DOGC el 17 de gener de 2011.
Sarrià de Ter Publicada al DOGC el 15 de novembre de 1991.
Viladasens Publicada al DOGC el 23 de juny de 1995.